# Actinocladum
Actinocladum és un gènere de bambús de la família de les poàcies, ordre de les poals, subclasse commelínides, classe liliòpsides, divisió magniliofitins.
Hi ha una única espècie dins d'aquest gènere: Actinocladum verticillatum. L'espècie té hàbit perenne, i rizomes curts. La seva tija és erecta i pot mesurar entre 2 i 5 metres d'alçada. La tija té internodis entre 25 i 38 cm i la seva superfície és suau i llisa. Els nodes són de color marró fosc amb una cresta poc visible. Les branques són disperses, d'uns 25 cm de llarg i 1 mm de diàmetre. Presenten internodis de 8 a 14 cm.
La planta és nativa de Bolívia i Brasil.